# Адамсон, Фрэнсис
Фрэнсис Дженнифер Адамсон (род. 20 апреля 1961) — австралийский госслужащий и дипломат, 36-й губернатор Южной Австралии, занимающий этот пост с 7 октября 2021 года.

## Ранние годы и образование
Адамсон родилась в Аделаиде, Южная Австралия, в семье бывшего политика Дженнифер Кашмор и известного бизнесмена из Аделаиды Иэна Адамсона, а также падчерицы репортера Стюарта Кокберна. Её сестра Кристин Адамсон — судья Верховного суда Нового Южного Уэльса.
Адамсон получила образование в Уолфордской англиканской школе для девочек и Университете Аделаиды, где получила степень. В 1984 году она стала первой женщиной-капитаном лодочного клуба Университета Аделаиды.

## Карьера

### Дипломатическая карьера
Адамсон поступила на государственную службу Австралии в 1985 году. С 1987 по 1991 год работала экономистом в Генеральном консульстве Австралии в Гонконге, а затем переехала в Лондон, где в течение пяти лет работала в Верховной комиссии Австралии в Соединенном Королевстве в качестве политического советника. С 1998 по 2000 год работала в Министерстве иностранных дел Австралии в Канберре, а затем переехала в Тайбэй, где в течение пяти лет была представителем Австралийского торгово-промышленного ведомства. С 2005 по 2008 год работала в Лондоне в качестве заместителя Верховного комиссара Соединенного Королевства.
Находясь в Лондоне, Адамсон встретилась с министром иностранных дел Стивеном Смитом, который попросил ее стать его начальником штаба. Адамсон согласилась на эту роль при условии, что сможет заниматься семейными делами и как «карьерный дипломат» не будет вмешиваться в политику. Когда Смит перешел в Министерство обороны, она пошла с ним.
В период с 2011 по 2015 год Адамсон занимала пост посла Австралии в Китайской Народной Республике, став первой женщиной на этом посту. Во время её пребывания там были проведены переговоры по Соглашению о свободной торговле между Китаем и Австралией, ей также приписывают продвижение идеи партнерства с недавно назначенным Си Цзиньпином, что позволило «политическим и дипломатическим отношениям» между двумя странами «наконец» догнать экономические.
В 2015 году Адамсон была назначена советником по внешней политике премьер-министра Малкольма Тёрнбулла.
20 июля 2016 года её назначили секретарём Министерства иностранных дел и торговли (DFAT). Адамсон стала первой женщиной, назначенной на этот пост.
Адамсон занимала должность президента ACT-отдела Института государственного управления с 2017 по 2019 год и изложила свои взгляды на государственную службу в своей заключительной речи на посту президента. В 2019 году она стала национальным стипендиатом IPAA.

### Губернатор Южной Австралии
19 мая 2021 года премьер-министр Стивен Маршалл объявил, что Адамсон сменит Хьеу Ван Ле на посту губернатора Южной Австралии в октябре 2021 года. После её выдвижения на пост губернатора Южной Австралии Адамсон ушла с государственной службы в июне 2021 года. Министр иностранных дел Мариз Пейн сказала, что Адамсон была одним из «самых опытных и уважаемых государственных служащих и дипломатов Австралии», а Маршалл сказал, что её «богатые знания на международной арене сослужат Южной Австралии хорошую службу, поскольку мы продолжаем размещать Южную Австралию на глобальной карте».
Адамсон была приведена к присяге в качестве губернатора Южной Австралии на официальной церемонии в Доме правительства Аделаиды 7 октября 2021 года.

## Награды
В честь Дня рождения королевы в 2021 году Адамсон была назначена кавалером Ордена Австралии за «выдающиеся заслуги в области государственного управления путем продвижения дипломатических, торговых и культурных интересов Австралии, особенно с Китайской Народной Республикой и Индо-Тихоокеанским регионом, за инновационное развитие внешней политики и высокий уровень осуществление программы, а также в качестве 36-го губернатора, назначенного в Южной Австралии».

## Личная жизнь
Адамсон вышла замуж за Рода Бантена, британского дипломата, когда они оба работали в Гонконге. Сейчас у них четверо детей.